# Toby Love
Pour les articles homonymes, voir Rivera et Love.
Toby Love (nom de scène d'Octavio Rivera) est un chanteur de bachata américain, né le 20 mars 1985 dans le Bronx (New York, d'origine portoricaine).

## Biographie
Entamant sa carrière de chanteur dans le groupe Aventura, il décide de chanter en solo a ses 21 ans.
Fusionnant les rythmes traditionnels de la bachata avec des rythmes urbains (Rn'B, reggaeton ou même Hip-hop), il collabore avec de nombreux artistes pour des "featurings" sur ces chansons (Voltio, Pitbull, Alexis & Fido, RKM and Ken-Y, French Montana) et n'hésite pas à reprendre le titre "I Just Can't Stop Loving You" de Michael Jackson.
Nommé dans la catégorie meilleur album tropical pour la cérémonie des Latin Grammy Award, Toby Love est aussi un habitué du top du classement Billboard (We never looking Back avec le rappeur "French Montana"),.

## Discographie

### Albums
- 2006 : Toby Love (Sony Records)

1. Intro
2. Tengo un amor
3. Playa fa sho
4. Don’t cry
5. Morir amando
6. Interlude
7. We got it (Feat. Voltio)
8. Yo quiero saber (Feat. Girlz Talk)
9. Celda fría
10. Stripper pole (Feat. Pitbull)
11. Mi decisión (Feat. Solo 5)
12. Amores como el tuyo
13. Gotta let you go
14. Momma’s song
15. Tengo un amor (Feat. RKM and Ken-Y)

- 2006 : Toby Love Reloaded (Sony Records)

1. Tengo un amor (Scarlito R&B Remix) (Feat. RKM and Ken-Y) (4:16)
2. La mujer perfecta (Feat. Hector El Father) (3:17)
3. Player fo sho’ (Feat. Magic Juan) (3:20)
4. Don’t cry (La Niña Que Soñe) (Scarlito Remix) (Feat. Alexis & Fido) (3:32)
5. Morir amando (Feat. Fanny Lu) (3:47)
6. We got it (Cadillac) (Feat. Voltio) (4:27)
7. Interlude (0:30)
8. Yo quiero saber (Feat. Girlz Talk) (3:51)
9. Stripper pole (Feat. Pitbull)) (3:53)
10. Amores como el tuyo (Feat. Jorge Celedon) (4:38)
11. Gotta let you go (Feat. Max Agende P.I.C.) (3:42)

- 2008 : Love is Back

1. Intro wluv morning show
2. Llorar lloviendo
3. Happy Valentines
4. Tú y yo
5. Amor primero
6. Atrapado
7. Rum and coke (Feat. Bhaze)
8. Interlude wluv interview/Call in
9. Glamorous girl
10. Sex with my ex (Feat. Magic Juan)
11. Get up (Feat. Sopranito)
12. Como tú
13. Shame girl
14. Irreplaceable
15. Interlude wluv [Miti Miti]
16. Dímelo

- 2011 : La Voz De La Juventud

1. Intro
2. Te Parece Poco
3. Lamento Prohibido
4. Pa' Qué
5. Casi Casi
6. Y Ahora
7. Quizás (feat. Yuridia)
8. Como Te Amo
9. Eres Tú
10. Rompiendo en Frío
11. Como Dos Fugitivos (feat. Del Blokke)
12. No Sé Si Volverás
13. Corazón
14. Intentarlo Otra Vez

### Singles
- 2006 : Please Don't Cry
- 2006 : Tengo Un Amor
- 2007 : Amores Como El Tuyo
- 2008 : Llorar Lloviendo
- 2010 : Corazon featuring Fainal
- 2011 : Casi Casi
- 2012 : Lejos
- 2013 : Todo mi amor eres tu (I Just Can't Stop Loving You), reprise de Michael Jackson.
- 2014 : El aire que respiro
- 2019 : Quiéreme

### Participations
- Tito El Bambino : La Busco
- Alexis & Fido - Soy igual que tu
- Grupo Yankees - Jasmine
- Chosen Few Movement - Grind It Up (featuring Toby Love & Lumidee)
- Omega - Tu No Ta Pa Mi (Remix)
- Magic Juan - La Otra Noche
- Aventura - Enséñame A Olvidar  (Sold Out At Madison Square Garden)
- Aventura - Por Que No [Reggaeton]
- Tony CJ - Mi Primer Amor (Salsa Version)
- Fanny Lu - Y si te digo (bachata, 2007)